# Оленовка (Тернопольская область)
Оленовка (укр. Оленівка) — село в Гримайловской поселковой общине Чортковского района Тернопольской области Украины.
До 2020 года входило в Гусятинский район.
Код КОАТУУ — 6121655402. Население по переписи 2001 года составляло 349 человек.

## Географическое положение
Село Оленовка находится на берегу реки Голодные Ставы,
ниже по течению на расстоянии в 3,5 км расположено село Клювинцы.
На расстоянии в 2,5 км расположен посёлок Гримайлов.

## История
- В 1946 году село Элеоноровка переименовано в Еленовку[3].

## Объекты социальной сферы
- Школа I ст.